# 2015 en Papouasie-Nouvelle-Guinée
Cet article présente les faits marquants de l'année 2015 en Papouasie-Nouvelle-Guinée.

## Évènements
- 17 janvier : Décès de Justin Kili (né en 1953), journaliste et personnalité médiatique, décrit comme la « voix de la Papouasie-Nouvelle-Guinée »[1].
- 24 février : Le ministre du Tourisme, de la Culture et des Arts, Boka Kondra, est suspendu de ses fonctions pour fautes professionnelles[2].
- 11 au 25 mai : élections législatives et présidentielle dans la province autonome de Bougainville (en Papouasie-Nouvelle-Guinée). Le parlement issu de ces élections doit décider de la date du référendum sur l'indépendance de la province[3]. John Momis est réélu à la présidence de la province[4].
- 3 juillet : Jeoffrey Vaki, ancien chef de la police, est condamné à trois ans de prison ferme et de travaux forcés pour avoir refusé, en juin 2014, d'exécuter un mandat d'arrêt à l'encontre du Premier ministre Peter O'Neill pour détournement de fonds publics[5].
- 4 au 18 juillet : Port Moresby accueille les Jeux du Pacifique de 2015[6]. Lors de la cérémonie d'ouverture, les Jeux sont ouverts par le prince Andrew, duc d'York et fils de la reine de Papouasie-Nouvelle-Guinée, Élisabeth II. Le premier ministre Peter O'Neill accueille les athlètes des vingt-quatre nations participantes[7].